# Patrick Matibini

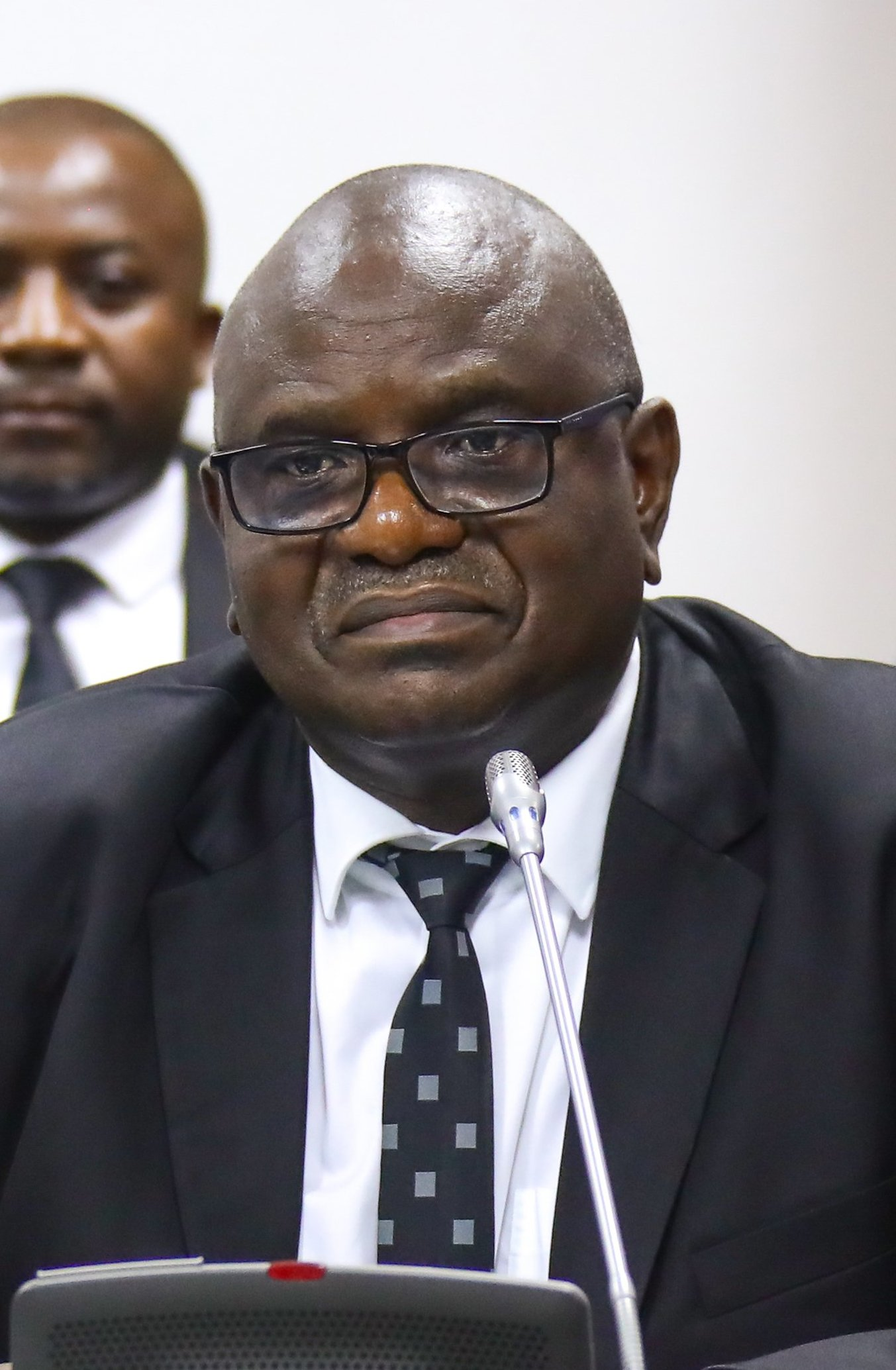
Patrick Matibini

The Rt. Hon. The Rev. Patrick Matibini, LL.B., B.A.(Theol.), Ph.D., LL.M. (* 20 juli 1959) is een Zambiaans staatsman, advocaat en voormalig rechter. Hij is de voorzitter (Speaker) van de Nationale Vergadering.
Matibini studeerde behaalde een graad (LL.B.) aan de Universiteit van Zambia en verwierf nadien de doctorstitel (Ph.D.). Hij is sindsdien werkzaam als advocaat. Sinds 1993 is hij tevens hoogleraar rechtswetenschappen aan de Universiteit van Zambia. Later werd hij een van de rechters van het hooggerechtshof. In 2011 werd hij op voordracht van het Patriotic Front gekozen tot voorzitter (Speaker) van de Nationale Vergadering.
In 2018 behaalde Matibini een graad in de theologie (B.A.) en sinds 2021 is hij als predikant verbonden aan de Miracle Life Church in Lusaka.